# جويل سيلفر
جويل سيلفر (بالإنجليزية: Joel Silver)‏ هو منتج أفلام أمريكي، ولد في 14 يوليو 1952 في أورانج الجنوبية ‏ في الولايات المتحدة.

## وصلات خارجية
- جويل سيلفر على موقع IMDb (الإنجليزية)
- جويل سيلفر على موقع روتن توميتوز (الإنجليزية)
- جويل سيلفر على موقع ألو سيني (الفرنسية)
- جويل سيلفر على موقع ميوزك برينز (الإنجليزية)
- جويل سيلفر على موقع ميوزك برينز (الإنجليزية)
- جويل سيلفر على موقع أول موفي (الإنجليزية)
- جويل سيلفر على موقع بوكس أوفيس موجو (الإنجليزية)
- جويل سيلفر على موقع قاعدة بيانات الأفلام السويدية (السويدية)
- جويل سيلفر على موقع إن إن دي بي (الإنجليزية)
- جويل سيلفر على موقع قاعدة بيانات الفيلم (الإنجليزية)